# Kościół Najświętszego Serca Jezusowego w Lisowie
Kościół pw. Najświętszego Serca Jezusowego w Lisowie – rzymskokatolicki kościół filialny w Lisowie, w powiecie słubickim, w województwie lubuskim. Należy do dekanatu Rzepin w diecezji zielonogórsko-gorzowskiej.